# Live service
Per live service, o game as a service (anche riportato con l'acronimo GaaS), si intende un videogioco al quale vengono continuamente apportati nuovi aggiornamenti e aggiunti contenuti. Benché si diversifichino tra loro, molti di questi giochi sono gratuiti e permettono di accedere a contenuti aggiuntivi a pagamento (season pass, battle pass, skin etc.); a seconda dei casi, tali contenuti possono essere solitamente acquistati direttamente oppure tramite crediti di gioco ottenibili a pagamento. Tra gli esempi più celebri di live service vi sono Fortnite, Destiny 2, Genshin Impact e Call of Duty: Warzone.